# Gmina Lake (hrabstwo Cerro Gordo)

Położenie Gminy Lake w hrabstwie Cerro Gordo

Gmina Lake (ang. Lake Township) – gmina w USA, w stanie Iowa, w hrabstwie Cerro Gordo. Według danych z 2000 roku gmina miała 345 mieszkańców, a jej powierzchnia wynosi 69,31 km².